# Jean-Yves Gadal
Jean-Yves Gadal (ur. 4 kwietnia 1942 roku) – francuski kierowca wyścigowy.

## Kariera
Gadal rozpoczął karierę w międzynarodowych wyścigach samochodowych w 1975 roku od startu w 24-godzinnym wyścigu Le Mans w klasie GT Ser.. Wyścigu jednak nie ukończył. Rok później odniósł zwycięstwo w klasie GT, a w klasyfikacji generalnej był dwunasty.